# Maria Anna Josepha av Bayern
Maria Anna Josepha av Bayern, född 1734, död 1776, var en markgrevinna av Baden-Baden. Hon var dotter till Karl VII (tysk-romersk kejsare) och  Maria Amalia av Österrike. Hon gifte sig 1755 med Ludvig Georg av Baden-Baden. Hon var känd som "Bayerns Räddare". 

## Biografi
Hennes äktenskap hade arrangerats för att förhindra att det katolska Baden-Baden övergick till det protestantiska Baden-Durlach via arv om den katolska grenen dog ut; Ludwig Georg Simpert hade en dotter men ingen son, och Baden-Baden hade endast manlig tronföljd. Paret fick dock inga barn, och 1761 efterträddes maken av sin bror. Efter makens död återvände Maria Anna Josepha till Bayern där hon levde resten av sitt liv. Hon oroade sig för Bayerns tronföljd på grund av broderns barnlöshet och ägnade sig åt diplomati för att förhindra framtida svårigheter, bland annat med Fredrik den store.  
Maria Anna Josepha översatte tillsammans med sina systrar Louis-Sébastien Merciers drama L'Indigent till tyska 1773.